# بيل كوفين
بيل كوفين (بالإنجليزية: Bill Coffin)‏ (17 سبتمبر 1970 في الولايات المتحدة)؛ صحفي وروائي أمريكي.